# Ngasamo
Ngasamo è una circoscrizione rurale (rural ward) della Tanzania situata nel distretto di Busega, regione del Simiyu. Conta una popolazione di 18 935 abitanti (censimento 2012).